# Стоян Гюров
Стоян Гюров Иванов е български политик от Българската комунистическа партия (БКП), секретар на нейния Централен комитет (ЦК) през 1967 – 1971 година.

## Биография
Стоян Гюров е роден на 20 октомври (7 октомври стар стил) 1915 година в село Радово, Трънско. От 1932 година е член на Работническия младежки съюз, а от 1938 година и на БКП. Между 1934 и 1938 учи във Физико-математическия факултет на Софийския университет „Свети Климент Охридски“ и членува в Българския общ народен студентски съюз. През 1942 година е арестуван и осъден на 15 години затвор.
След Деветосептемврийския преврат през 1944 година Гюров е освободен от затвора, след което е секретар на околийската организация на БКП в Трън (1944 – 1948) и първи секретар на тази в Перник (1948 – 1950). През 1950 – 1951 година е завеждащ отдел „Партийни, профсъюзни и младежки органи“ в ЦК, а през 1951 – 1958 година е заместник-министър на вътрешните работи със звание генерал-майор. От 1954 година е кандидат-член, а между 1958 и 1981 година е член на ЦК. В периода 1959 – 1961 година Стоян Гюров е председател на Комитета по строителство с ранг на министър във второто правителство на Антон Югов.
През март 1960 година ръководството на Българските професионални съюзи (БПС), начело с Тодор Прахов, представя пред Политбюро доклад, описващ лошите условия на труд, масовите нарушения на трудовото законодателство и проблемите с безопасността на труда в страната. Макар за това да са обвинени стопанските ръководители по места, диктаторът Тодор Живков вижда в доклада скрита критика към своята политика за ускорен икономически растеж. През май 1961 година Прахов и цялото ръководство на БПС е сменено с тежки обвинения за отклоняване от основните задачи на профсъюзите при комунистическия режим. Казионните профсъюзи са оглавени от Стоян Гюров, който фокусира дейността си върху повишаването на производителността и идеологическата индоктринация на работниците, а критичните доклади на инспекторите по труда рязко намаляват.
Гюров остава начело на БПС до 1967 година, след това е посланик на България в Съветския съюз (1967 – 1973) и Пакистан (1968 – 1970). След връщането си в България е първи заместник-министър на снабдяването и държавните резерви (1973 – 1977). През 1975 година получава званието „Герой на социалистическия труд“.